# Paolo Coppola
Paolo Coppola (Roma, 4 novembre 1973) è un politico italiano.

## Biografia
Laureato in Scienze dell'Informazione, ha conseguito un Dottorato di ricerca in Informatica. Professore associato di Informatica, Università di Udine.
Dopo aver ricoperto la carica di Assessore all'Innovazione e e-Government nel Comune di Udine, alle elezioni politiche del 2013 viene eletto deputato della XVII legislatura della Repubblica Italiana per il Partito Democratico. Nel 2014 si candida a segretario regionale del Partito Democratico in Friuli-Venezia Giulia, ma successivamente ritirala sua candidatura e appoggia quella unitaria di Antonella Grim.
Dal 2016 fino al 2018 è stato presidente della Commissione parlamentare sulla digitalizzazione delle pubbliche amministrazioni.
È stato vice-segretario del Partito Democratico del Friuli Venezia Giulia fino al 2022. Nel 2021 viene scelto come consulente tecnico della Presidenza del Consiglio per lavorare alla digitalizzazione della pubblica amministrazione insieme al Ministro per la transizione digitale Vittorio Colao.
Nel dicembre 2024 lascia il Partito Democratico e si iscrive ad Azione. Attualmente è segretario regionale di Azione del Friuli Venezia Giulia.